# Jacques Coquillay
Jacques Coquillay (né le 3 juin 1935 à Châteauroux) est un sculpteur et pastelliste français.

## Biographie
Élève de 1956 à 1958 à l'École supérieure des beaux-arts de Tours, où il obtient le diplôme national de sculpture, puis de Marcel Gimond à l'École des beaux-arts de Paris de 1958 à 1960, Jacques Coquillay obtient le diplôme supérieur d'arts plastiques en 1960. En 1961, il entre dans les ateliers d'Hubert Yencesse et de Raymond Corbin. En 1961, il est logiste au concours du prix de Rome.
Durant les années 1960, au jury du prix de Rome, il rencontre Jean Carton, Raymond Martin et Georges Hilbert avec lesquels il se lie d'amitié. Il constitue un groupe de jeunes sculpteurs, aidé par Paul Belmondo, et réalise plusieurs expositions de groupe.
En 1965, il obtient le prix du conseil général de l'Oise, et en 1970, le prix Signature.
Coquillay fait la connaissance d'André Dunoyer de Segonzac en 1972. Celui-ci l'encourage et lui achète ses premiers bronzes. Une médaille d'or en sculpture lui est attribuée par la Société des artistes français.
En 1980 lui est remis le prix Édouard-Marcel Sandoz de la Fondation Taylor, et une médaille d'or en peinture par la Société des artistes français.
L'Académie des beaux-arts lui décerne le prix Raphaël-Leygues en 1981. Il est élu vice-président de la Société des artistes français en 1983, poste qu'il occupera jusqu'en 1991.
Une rétrospective de l'œuvre de Coquillay se tient en 1992 au Salon d'automne, au Grand Palais à Paris. Le prix Jean des Vignes-Rouges, de l'Académie des sciences morales, des lettres et des arts de Versailles et d'Île-de-France, lui et remis en 1993.
Il est nommé peintre officiel de la Marine en 1995.
Le conseil général des Yvelines organise une rétrospective au domaine de Montreuil à Versailles en 2000. Une autre se déroule au palais Carnolès de Menton en 2001.
Il devient peintre de la Marine en 2005.
Ses sculptures et pastels sont conservés, entre autres, au musée d'art moderne de la ville de Paris (Torse de jeune fille), musée d'art contemporain de Fontainebleau (Maternité), musée de Gajac à Villeneuve-sur-Lot (Ondine), musée Lambinet à Versailles, palais Carnolès à Menton (Le Châle) et dans les collections municipales de la ville de Versailles.

## Œuvres dans des lieux publics
- Notre-Dame du Chêne, église de Viroflay,
- Buste d'Hippolyte Maze et Marianne, mairie de Viroflay,
- Petite fille au mouton, hôtel de ville de Taverny,
- Monument du Souvenir, préfecture des Yvelines,
- Marianne sous les traits de Catherine Deneuve, mairie des Essarts,
- Naissance de Vénus pour une fontaine devant la gare d'Angers,
- Vagabondage, Brissac,
- La Pomme d'amour pour la fontaine de la place de l'hôtel de ville à Marmande,
- La Vague (1990), pour la fontaine du C.E.S. de Rambouillet,
- Vagabondage (1991), jardin du prieuré au Bourget-du-Lac,
- Le Châle (1992), Sèvres,
- Jeunesse (1993), patio de la mairie des Essarts,
- L'Élégante (1993), Mulhouse,
- La Nageuse (1995), Villepreux.